# Roquecor
Roquecor är en kommun i departementet Tarn-et-Garonne i regionen Occitanien i södra Frankrike. Kommunen ligger i kantonen Montaigu-de-Quercy som tillhör arrondissementet Castelsarrasin. År 2022 hade Roquecor 401 invånare.

## Befolkningsutveckling
Antalet invånare i kommunen Roquecor
| Referens: INSEE |